# Hylaeargia simulatrix
Hylaeargia simulatrix är en trollsländeart som beskrevs av Maurits Anne Lieftinck 1949. Hylaeargia simulatrix ingår i släktet Hylaeargia och familjen dammflicksländor. Inga underarter finns listade i Catalogue of Life.